# NGC 4246
NGC 4246 = IC 3113 ist eine Spiralgalaxie mit aktivem Galaxienkern vom Hubble-Typ Sc im Sternbild Jungfrau auf der Ekliptik. Sie ist schätzungsweise 163 Millionen Lichtjahre von der Milchstraße entfernt und hat einen Durchmesser von etwa 110.000 Lichtjahren. Die Galaxie ist unter der Katalognummer VCC 264 als Mitglied des Virgo-Galaxienhaufens gelistet. Gemeinsam mit NGC 4235 und NGC 4247 bildet sie das Galaxientrio Holm 359. 

Im selben Himmelsareal befinden sich u. a. die Galaxien NGC 4223, NGC 4224, NGC 4233, IC 3102.
Die Supernovae SN 1975C und SN 1984U wurden hier beobachtet.
Das Objekt wurde am 13. April 1784 von Wilhelm Herschel entdeckt.